# El Coahuilón

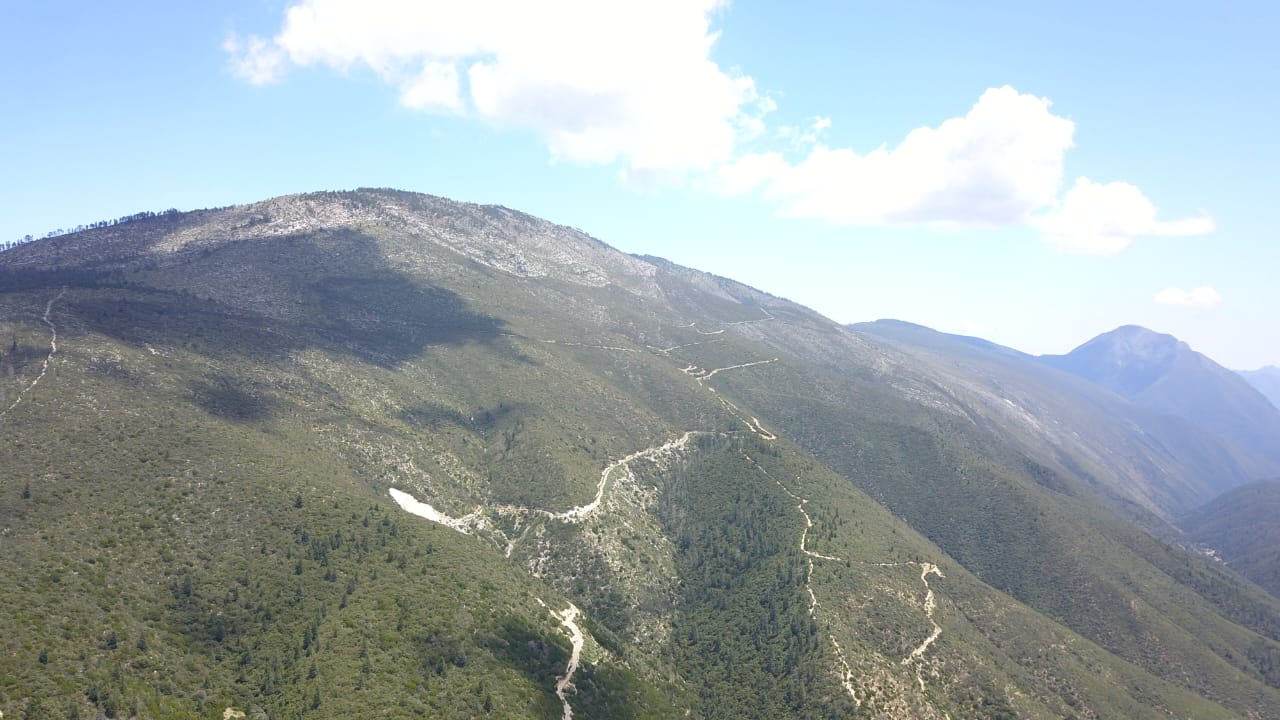
Fotografía Aérea de la Montaña El Coahuilón vista desde la comunidad de Mesa de las Tablas, al fondo puede observarse el Picacho la Veleta.

El Coahuilón; antiguamente llamado “Cerro Ciriales”, es una Montaña ubicada en los municipios de Arteaga; Coahuila y Rayones; Nuevo León, México; al noreste del poblado Mesa de las Tablas. La montaña forma parte de la Sierra Madre Oriental. Su altitud es 3,575 metros sobre el nivel del mar, es la tercera montaña más alta de Coahuila, después del Cerro de la Viga y Sierra de la Marta.
La cresta tiene aproximadamente 22 km de largo con orientación de este a oeste, similar a otras de la zona como la Sierra Las Alazanas. En mayo de 1975 y en mayo de 1998, incendios forestales afectaron una gran parte de la montaña, Los esfuerzos de reforestación han dado resultados, pero el bosque tardara varias décadas en recuperarse plenamente.

## Flora

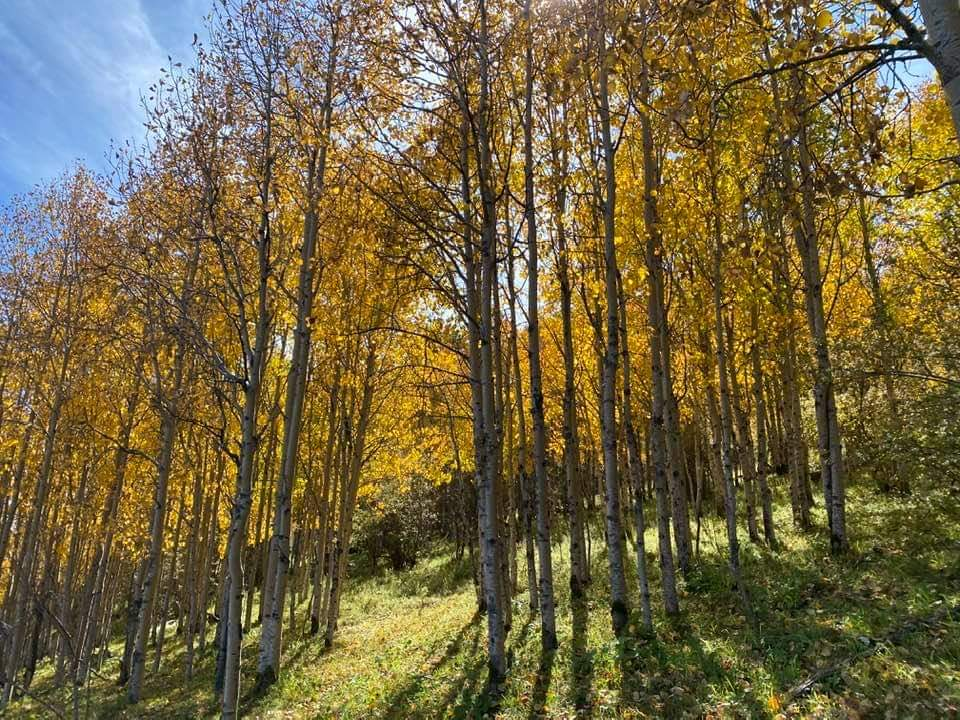
Población de Álamo Temblón en el Coahuilon.

En la ladera norte predomina el bosque de coníferas con pinos, abetos , robles y otras especies de árboles de hoja perenne y arbustos de hoja perenne; como Pino ayacahuite Pinus ayacahuite,Pino de las alturas Pinus hartwegii, Piñón mexicano Pinus cembroides, Piñón Enano del Potosí Pinus culminicola, Abies vejarii, Pseudotsuga Lindleyana, Picea Engelmannii Mexicana. Existen también poblaciones de Alamo Temblón.En la ladera sur predomina el matorral xerófilo.

## Deportes de Montaña

### Montañismo

#### Coahuilón
Altitud 3,575 m s. n. m., desnivel 1,014 m. Esta es la cima de la montaña. YDS clase 2.

#### La Veleta
Altitud 3,301 m s. n. m. Se encuentra en territorio de Rayones, Nuevo León.

### Cañonismo

#### Boca del Oso
Cañón semihúmedo en la parte oeste de la montaña.